# أقراطيبوس
أقراطيبوس (القرن الأول ق.م) فيلسوف يوناني من المدرسة المشائية.
لم يصلنا من آثاره سوى شذرات حفظها لنا شيشرون.